# Локалитет Крушевица код Рашке
Локалитет Крушевица код Рашке је археолошко налазиште које потиче из старијег гвозденог доба. На овом локалитету, смештеном 25 километара од Рашке, пронађен је драгоцени накит, грчка ваза и мање посуде од бронзе.

## Историјат
Благо које је пронађено седамдесетих година у Крушевици код Рашке тек је 1985. године доспело до Народног музеја Крушевац и Завода за заштиту споменика културе у Краљеву. Због тога постоје различити искази о томе где су предмети пронађени и колико их је заправо било. Оно што је поуздано утврђено је да су скупоцени накит и посуде пронађени на имању Јована Петровића у засеоку Јолдићи. Ове драгоцености су откривене приликом заравњивања терена за изградњу нове куће. Лежале су испод крупнијег камена, а породица их је склонила верујући да потичу из гроба. Заиста, садржај блага из Крушевице упућује да се могло радити о гробу, и то гробу испод ниског тулума.
Садржај блага се може поделити на три дела: накит за тело, накит за одећу и гарнитуру за пиће. Од накита за тело пронађене су: златне наушнице, две златне перле, четири златне алке, већи број перли од сребра или ћилибара, сребрна алка, сребрне наушнице. Од накита за одело нађено је више сребрних фибула, ланаца и игала. Гарнитуру за пиће чине бронзана посуда (ојнохое) и керамичке вазе (скифос).
Накит има исте стилске одлике и произведен је у истој радионици, можда руком истог мајстора. Посуде из гарнитуре су од различитих материјала, па су самим тим и из различитих радионица, али су из истог периода и из истог већег производног центра. Целокупно благо је било прибављено једновремено, истим путем и из истог занатско-уметничког круга. Ово благо потиче из гроба, и то гроба угледне жене. Међутим, остаје питање да ли је под гробном хумком био још који гроб. На ту могућност указује неколико украсних предмета, који обично не припадају гарнитури накита само једне особе. Могуће је да овај вишак накита указује на то да су испод ниског тулума у Крушевици биле сахрањене две женске особе. У супротном, уколико сав овај накит потиче из једног гроба, то значи да је покојница била сахрањена са целокупним накитом који је поседовала.
Изглед гроба данас није могуће реконструисати. На основу тога што су сви предмети нађени на релативно малом простору, и то испод крупнијег камења, овај гроб је највероватније био земљана хумка, са гробном конструкцијом од ломљеног камена. Не постоје подаци о проналаску скелета. Како на предметима нема трагова ватре, покојница је или била инхумирана, или су предмети положени у гроб тек после хлађења ломаче. Благо из Крушевице повезује се са такозваним кнежевским гробовима, пронађеним у долинама Ибра, Западне и Велике Мораве. Сам локалитет се налази у долини Крушевичке реке, која са Градачком реком гради Брвеницу, леву притоку Ибра. Крушевица лежи на средокраћи између локалитета где су откривени најбогатији кнежевски гробови у средишту Балканског полуострва, између Петрове цркве код Новог Пазара и Атенице код Чачка. Како је благо из Крушевице хронолошки и типолошки сродно благу из других кнежевских гробова, вероватно су све те драгоцености припадале елити исте племенске заједнице.
Благо из Крушевице је одраз деловања грчке културе на домородачку културу у централном делу Балкана. Накит из Крушевице има узор у грчком накиту геометријског и архајског периода, а гарнитура за пиће је производ грчких мајстора. Сложени накит за прса подразумева ношење пеплоса, грчке одеће, јер фибуле из Крушевице служе да се споје крајеви те одеће на раменима. Овакве имитације грчког накита често се појављују у Македонији, северној Грчкој и на Балкану од средине 6. до краја 5. века пре нове ере. Добар део оваквог блага је прављен у радионицама око Солуна, одакле је Егнацијевим друмом стизао до Охридског језера и даље у унутрашњост Балкана. Ипак, извесно је да је крајем 6. века пре нове ере, а најкасније у првој половини 5. века пре нове ере, једна такав производни центар постојао и у Рашкој области или у Поморављу. Овај центар се специјализовао за израду фибула, гривни и појасева од племенитих материјала. То потвруђује и податак да је чак 95% оваквих фибула, гривни и појасева нађено у долини Ибра и Поморављу, а свега 5% у областима западно (Босна и Херцеговина), јужно (Албанија, Косово и Метохија и Македонија), источно   (Тракија) или северно од овог дела Балкана (Панонска низија). С обзиром на овакву територијалну и хронолошку припадност накита из Крушевице (долина Ибра, прва половина 5. века пре нове ере), благо са овог локалитета треба везати за Трибале. Ово благо такође указује и на богатство Трибала и на њихову надмоћ над осталим старобалканским народима тог раздобља. Благо из Крушевице има статус културног добра од изузетног значаја.